# Robert Schumacher (Politiker, 1804)
Robert Elger Schumacher, auch Robert Elier Schumacher (* 10. Juli 1804 in Korbach; † 3. Dezember 1887 ebenda) war ein deutscher Jurist und Politiker.

## Leben
Schumacher war der Sohn des Stadtkommissars Ernst August Theodor Schumacher (1756–1830) und dessen Ehefrau Christine Caroline Dorothea, geborene Alberti (1771–1827). Er blieb unverheiratet.
Schumacher studierte Rechtswissenschaften in Marburg und Göttingen. 1835 legte er sein Examen ab und wurde Advokat. 1848 wurde er Hofgerichtsprokurator. 1853 bis 1863 war er Bürgermeister von Korbach. Er war Sparkassendirektor.
Nach der Märzrevolution war er von 1848 bis 1849 Abgeordneter im Landtag des Fürstentums Waldeck-Pyrmont. Er wurde im 1. städtischen Wahlbezirk gewählt. Zur Abgrenzung von Wolrad Schumacher wurde er in den Landtagsprotokollen als Schumacher II geführt.